# Podróż apostolska Franciszka do Ekwadoru, Boliwii i Paragwaju
Podróż apostolska papieża Franciszka do Ekwadoru, Boliwii i Paragwaju odbyła się w dniach 5–12 lipca 2015 roku.
Wizyta ta obejmowała dwa miasta Ekwadoru: Quito i Guayaquil (5–8 lipca), dwa miasta Boliwii: La Paz i Santa Cruz (8–10 lipca) i trzy miasta Paragwaju: Asunciónu, Caacupé i Ñu Guazú (10–12 lipca). Wcześniej w tych trzech krajach był papież św Jan Paweł II (w 1985 r. w Ekwadorze, a w 1988 r. w Boliwii i Paragwaju).

## Przebieg wizyty

### Ekwador i Boliwia
- 5 lipca

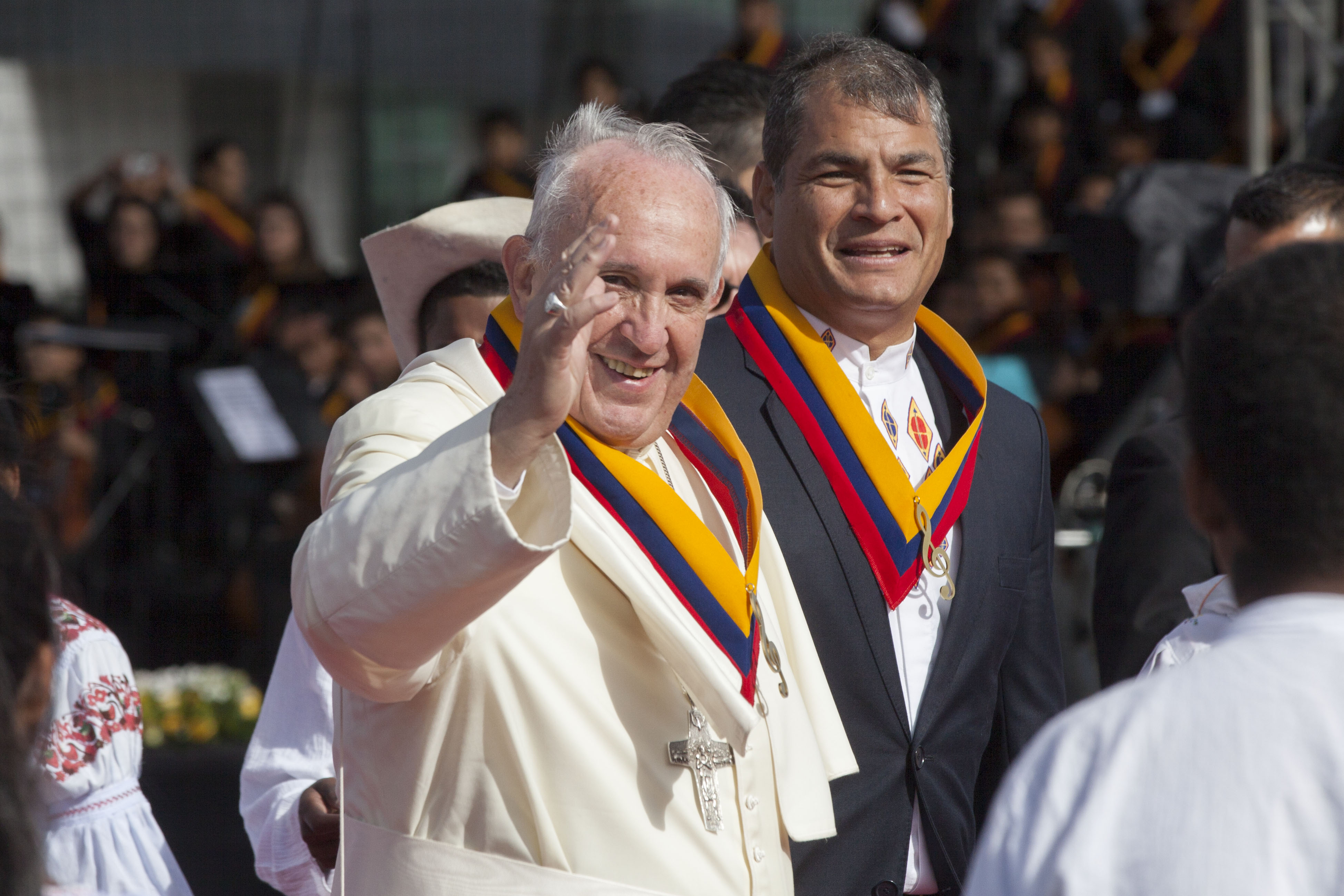
Papież Franciszek podczas uroczystego powitania na lotnisku „Mariscal Sucre” w Quito (obok niego prezydent Ekwadoru Rafael Correa)

O godz. 14:44 czasu miejscowego samolot z papieżem wylądował na lotnisku „Mariscal Sucre” w Quito. Na płycie lotniska papieża powitał prezydent Ekwadoru Rafael Correa z małżonką. Następne na lotnisku odbyła się uroczystość powitania Franciszka, zagrano hymny obu państwa. Po uroczystości prezydent Ekwadoru oraz papież wygłosili swoje przemówienia. W przemówieniu papież Franciszek zadeklarował, że przybywa jako świadek Bożego Miłosierdzia i wiary w Jezusa Chrystusa. Tego samego dnia poza programem wizyty papież Franciszek spotkał się z młodzieżą w oknie nuncjatury w Quito, podczas tego spotkania papież odmówił z młodzieżą modlitwę.
- 6 lipca

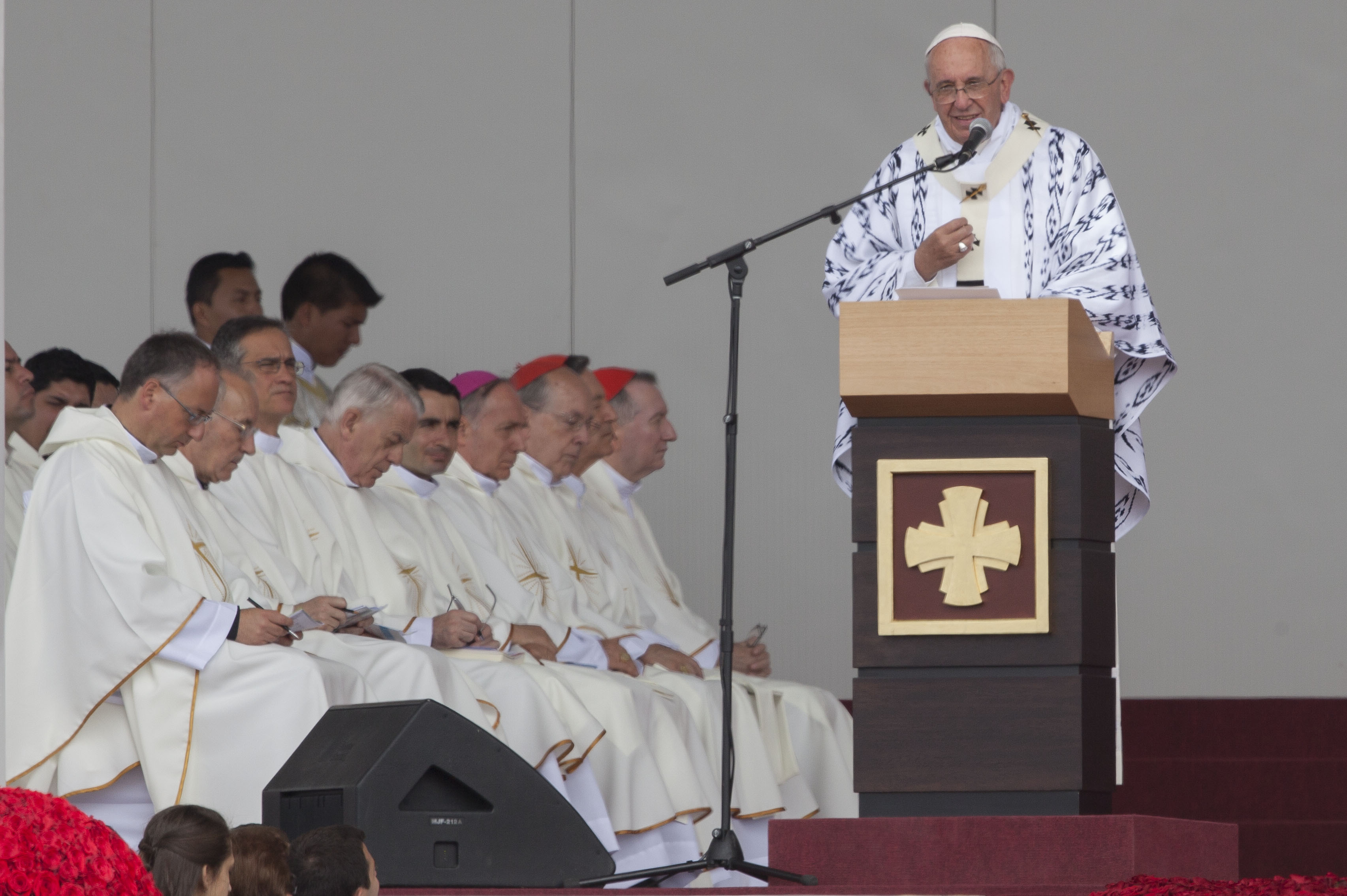
Papież Franciszek podczas uroczystej mszy w Parku Dwóchsetlecia

W drugim dniu pielgrzymki papież Franciszek opuścił Quito i udał się do Guayaquil. Tam z lotniska w stolicy udał się do sanktuarium Miłosierdzia Bożego w Guayaquil, gdzie pomodlił się przy obrazie Matki Boskiej składając bukiet białych kwiatów. O 12:15 rozpoczęła się msza w parku Samanas w Guayaquil. W homilii papież podkreślił, że rodzina jest wielką instytucją, którą nie można zastąpić. Przypomniał, że wino to znak radości, miłości, obfitości zwracając uwagę, że w wielu przypadkach brak tych cech można zauważyć u nastolatków i ludzi młodych, samotnych i zasmuconych kobiet, osób starszych i że brak tego wina może być również skutkiem braku pracy, choroby, trudnych sytuacji, jakich doświadczają nasze rodziny. Po uroczystej Eucharystii papież opuścił Guayaquil i ponownie udał się do stolicy Ekwadoru, tam z lotniska im. Marszałka Sucre w Quito udał się do pałacu prezydenckiego Carondelet aby w ramach programu spotkać się z prezydentem Rafaelem Correą. Po kurtuazyjnej wizycie u prezydenta Ekwadoru, w ostatnim punkcie kolejnego dnia wizyty papież Franciszek udał się do katedry, gdzie tam spotkał się z wiernymi zgromadzonymi przed świątynią.
- 7 lipca

W trzecim dniu wizyty, papież Franciszek odprawił uroczystą msze w intencji ewangelizacji narodów w parku Dwóchsetlecia w Quito. W homilii Franciszek m.in. podkreślił, że jedność, o którą prosi Jezus, nie jest uniformizmem, lecz "wieloraka harmonią" a to niezmierne bogactwo zróżnicowania, wielorakość oddala nas od pokusy propozycji bliższych dyktaturom, ideologiom lub sekciarstwu. Kilka godzin po uroczystej eucharystii papież Franciszek udał się do Papieskiego Uniwersytetu Katolickiego Ekwadoru by spotkać się ze światem szkół, uniwersytetów oraz młodzieżą, gdzie do nich wygłosił przemówienie. Po tym spotkaniu w ostatnim punkcie dnia wizyty spotkał się ze społeczeństwem w kościele św. Franciszka.
- 8 lipca

W ostatnim dniu wizyty w Ekwadorze, papież Franciszek odwiedził dom opieki dla starców, prowadzony przez siostry misjonarki miłości. Podczas tej wizyty papież nawiedził kaplicę, modląc się przez chwilę, następnie w towarzystwie przełożonej udał się by spotkać z pacjentami. Drugim punktem wizyty w ostatnim dniu w Ekwadorze była wizyta i spotkanie papieża z osobami konsekrowanymi i seminarzystami w narodowym sanktuarium maryjnym El Quinche w Ekwadorze, gdzie tam wygłosił swoje przemówienie. Kilka godzin później na lotnisku „Mariscal Sucre” w Quito miały miejsce uroczystości pożegnalne papieża Franciszka z udziałem prezydenta Ekwadoru, po czym papież o godz. 12:54 czasu ekwadorskiego odleciał do kolejnego kraju w ramach swojej wizyty - do Boliwii.

### Boliwia i Paragwaj
- 8 lipca

O godz.17:11 – z godzinnym opóźnieniem – Franciszek wylądował na międzynarodowym lotnisko El Alto. Na płycie lotniska papieża powitał prezydent Boliwii Evo Morales Ayma. Następne na lotnisku odbyła się uroczystość powitania Franciszka, zagrano hymny obu państw. Po uroczystości prezydent Ekwadoru oraz papież wygłosili swoje przemówienia. W swoim przemówieniu papież powiedział i zapewnił, że do tego kraju przebywa jako gość, który chce umocnić wiarę w Jezusa Chrystusa. Po uroczystościach powitalnych na lotnisku papież udał się do pałacu rządowego Quemado w La Paz aby w ramach programu spotkać się z prezydentem Evo Moralesem. Po kurtuazyjnej wizycie u prezydenta Boliwii, w kolejnym punkcie dnia wizyty papież Franciszek udał się do katedry, gdzie tam spotkał się z władzami Boliwii.
- 9 lipca

W drugim dniu wizyty papieża Franciszka w Boliwii, na rozpoczęcie V Krajowego Kongresu Eucharystycznego odprawił mszę na placu Chrystusa Odkupiciela w Santa Cruz de la Sierra. W homilii m.in. przestrzegł przed utratą pamięci, nadziei, radości, gdyż nas rozdziela i sprawia, że zamykamy się na innych, zwłaszcza na najuboższych. O godz. 16.00 w ramach swojej wizyty w Boliwii papież spotkał się w sali salezjańskiej szkoły Don Bosco w Santa Cruz de la Sierra z duchowieństwem, osobami konsekrowanymi i seminarzystami. Po spotkaniu w salezjańskiej szkole papież wziął udział w II Światowym Spotkaniu Ruchów Ludowych w ośrodku wystawowym Expo Feria, spotykając się z ruchem ludowym na czele z prezydentem Boliwii Evo Moralesem. W swoim przemówieniu papież m.in. zaznaczył, że świat potrzebuje zmiany a przede wszystkim Ameryka Łacińska i cała ludzkość oraz dziś żadne państwo nie może rozwiązać ich na własną rękę.
- 10 lipca

W trzecim i w ostatnim dniu wizyty papieża Franciszka w Boliwii, w ramach swojej wizyty spotkał się z więźniami w ośrodku resocjalizacji w Santa Cruz – Palmasola w Boliwii. W swoim przemówieniu papież m.in. zachęcał osądzonych do modlitwy i odbycia pokuty i spojrzenia na Jezusa Chrystusa ukrzyżowanego. Po wizycie w ośrodku dla więźniów papież w ostatnim punkcie swojej wizyty w Boliwii spotkał się z biskupami Boliwii, było to spotkanie prywatne papieża z episkopatem Boliwii. Po tym spotkaniu na międzynarodowym lotnisku Viru Viru miały miejsce uroczystości pożegnalne papieża Franciszka z udziałem prezydenta Boliwii, po czym papież o godz. 13.20 czasu boliwijskiego odleciał do kolejnego kraju w ramach swojej wizyty – do Paragwaju.

### Paragwaj
- 10 lipca

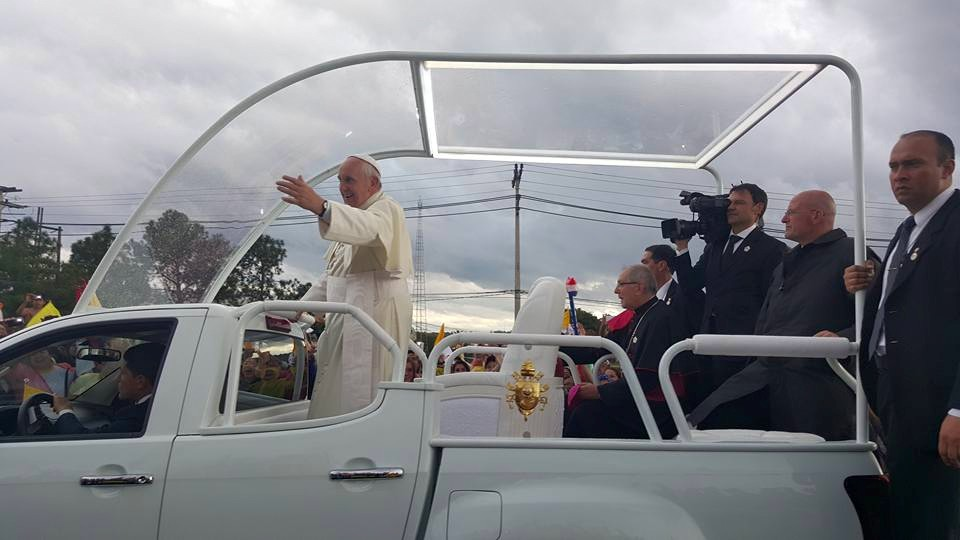
Papież Franciszek pozdrawiając mieszkańców Asunción

O godz. 14:53 czasu paragwajskiego Franciszek wylądował na lotnisku międzynarodowym im. Silvio Pettirossiego w Asunción. Na płycie lotniska papieża powitał prezydent Paragwaju Horacio Cartes. Następne na lotnisku odbyła się oficjalna uroczystość powitania Franciszka, chór ubranych na biało dzieci odśpiewał hymny obu krajów. Po kurtuazyjnym spotkaniu papieża z prezydentem, odbyło się spotkanie Franciszka z władzami i korpusem dyplomatycznym w ogrodzie w północno-wschodniej części pałacu prezydenckiego Lopezów. Podczas tego spotkania papież i prezydent wygłosili swoje przemówienia. W swoim przemówieniu papież m.in. pochwalił jakie przemiany demokratyczne dokonał Paragwaj i zachęcił do dalszej pracy umocnienia tych struktur.
- 11 lipca

W drugim dniu wizyty papieża Franciszka w Paragwaju, odwiedził na pół godziny dzieci w szpitalu im. Dzieci z Acosta Nu w stolicy Paragwaju, Asunción. Po wizycie w szpitalu papież udał do sanktuarium w Caacupé, gdzie modlił się przed figurką Matki Bożej Niepokalanie Poczętej. Po modlitwie papież odprawił mszę na placu przed tym sanktuarium. W homilii papież m.in. oddał hołd paragwajskim kobietom i matkom. Kolejnym punktem pielgrzymki papieża Franciszka było spotkanie z przedstawicielami społeczeństwa obywatelskiego na stadionie im. Leóna Condou w kolegium św. Józefa w Asunción, gdzie tam Franciszek odpowiadał na pytania zadawane przez  przedstawicieli różnych środowisk. Ostatnim punktem kolejnego dnia wizyty papieża był udział w nieszporach z biskupami, kapłanami, diakonami, osobami konsekrowanymi, seminarzystami i ruchami katolickimi w katedrze pw. Matki Bożej Wniebowziętej.
- 12 lipca

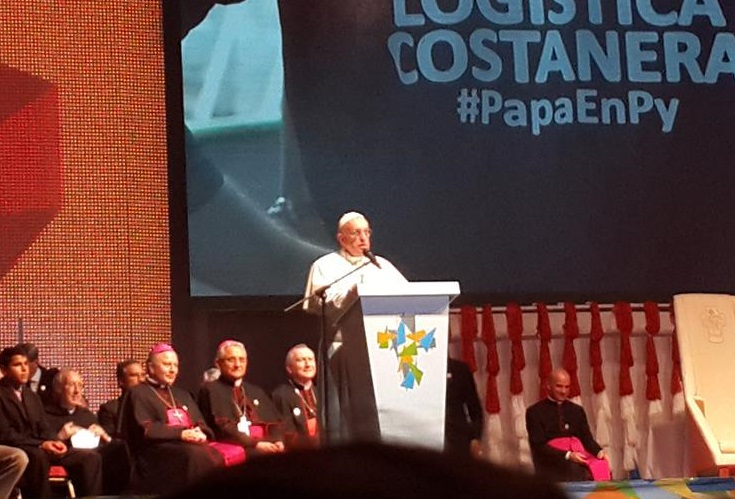
Papież Franciszek podczas spotkania z młodymi na bulwarze Costanera nad rzeką Paragwaj

W trzecim ostatnim dniu wizyty papieża Franciszka w Paragwaju, Franciszek z rana odwiedził mieszkańców dzielnicy Banado Norte. Wizyta ta miała miejsce w kaplicy św. Jana Chrzciciela w dzielnicy, która często jest zalewana przez rzekę Paragwaj. W swoim przemówieniu do mieszkańców tej dzielnicy papież m.in. powiedział, że jego wizyta w Paragwaju nie odbyłaby się bez spotkania z nimi, w tej dzielnicy której mieszkają. Po wizycie w paragwajskiej dzielnicy, papież w parku w wojskowej bazie lotniczej Nu Guazú w Asunción odprawił mszę św, wygłaszając homilię. Kilka godzin po uroczystej mszy papież spotkał się z młodymi na bulwarze Costanera nad rzeką Paragwaj. W swoim przemówieniu skierowanym do nich papież m.in. nawiązał do wypowiedzi sprzed dwóch lat (w czasie Światowych Dni Młodzieży w 2013), aby młodzi robiąc "raban", zaznaczył, mają pomagać przywracać porządek, nie niszcząc go. Po zakończonym spotkaniu z młodzieżą na bulwarze, papież udał się na międzynarodowe lotnisko im. Silvio Pettirossiego w Asunción, gdzie miały miejsce uroczystości pożegnalne papieża Franciszka z udziałem prezydenta Paragwaju, po czym papież o godz. 19:36 czasu paragwajskiego odleciał do Rzymu – kończąc swoją siedmiodniową podróż apostolską po krajach Ameryki Południowej.
- 13 lipca

O godz. 13:37 czasu watykańskiego samolot z papieżem Franciszkiem wylądował na lotnisku Rzym-Ciampino.